# Tsuko Nakamura
Pour les articles homonymes, voir Nakamura.
Tsuko Nakamura, né en 1943, est un astronome japonais.

## Biographie
Le Centre des planètes mineures le crédite de la découverte de trois astéroïdes, toutes effectuées en 1988.
L'astéroïde (6599) Tsuko lui est dédié.
Il ne doit pas être confondu avec ses compatriotes Akimasa Nakamura, lui aussi astronome, et non plus Hiroshi Nakamura et Yuji Nakamura, également astrophiles.
| (9574) Taku     | 5 décembre 1988 |
| (23455) Fumi    | 5 décembre 1988 |
| (48424) Souchay | 5 décembre 1988 |